# Puccinia stipae
Puccinia stipae ist eine Ständerpilzart aus der Ordnung der Rostpilze (Pucciniales). Der Pilz ist ein Endoparasit von Korbblütlern sowie der Süßgrasgattung Stipa. Symptome des Befalls durch die Art sind Rostflecken und Pusteln auf den Blattoberflächen der Wirtspflanzen. Sie kommt in weiten Teilen Amerikas und Europas vor.

## Merkmale

### Makroskopische Merkmale
Puccinia stipae ist mit bloßem Auge nur anhand der auf der Oberfläche des Wirtes hervortretenden Sporenlager zu erkennen. Sie wachsen in Nestern, die als gelbliche bis braune Flecken und Pusteln auf den Blattoberflächen erscheinen.

### Mikroskopische Merkmale
Das Myzel von Puccinia stipae wächst wie bei allen Puccinia-Arten interzellulär und bildet Saugfäden, die in das Speichergewebe des Wirtes wachsen. Die Aecien der Art besitzen 23–28 × 22–26 µm große,  gelbliche bis goldene Aeciosporen mit runzliger Oberfläche. Die zimtbraunen Uredien des Pilzes wachsen oberseitig auf den Wirtsblättern und werden maximal 0,5 mm lang. Ihre goldenen bis zimtbraunen Uredosporen sind 23–26 × 20–23 µm groß, kugelig bis breitellipsoid und fein stachelwarzig. Die blattoberseitig wachsenden Telien der Art sind schwarzbraun, früh offenliegend und pulverig. Die haselnussbraunen Teliosporen sind zweizellig, in der Regel ellipsoid bis langellipsoid und 43–53 × 20–25 µm groß. Ihre Stiele sind gelblich und bis zu 175 µm lang.

## Verbreitung
Das bekannte Verbreitungsgebiet von Puccinia stipae reicht von Bolivien bis Kanada und Europa.

## Ökologie
Die Wirtspflanzen von Puccinia stipae sind für den Haplonten Korbblütler sowie Stipa-Süßgräser für den Dikaryonten. Der Pilz ernährt sich von den im Speichergewebe der Pflanzen vorhandenen Nährstoffen, seine Sporenlager brechen später durch die Blattoberfläche und setzen Sporen frei. Die Art verfügt über einen Entwicklungszyklus mit Telien, Uredien, Aecien und Spermogonien und macht einen Wirtswechsel durch.